# Ушаково (Оршанський район)
Ушако́во (рос. Ушаково, марій. Ушаково) — присілок у складі Оршанського району Марій Ел, Росія. Входить до складу Марковського сільського поселення.

## Населення
Населення — 14 осіб (2010; 20 у 2002).
Національний склад (станом на 2002 рік):
- росіяни — 100 %